# 丹尼利夫卡 (哈尔科夫州)
48°56′29″N 36°52′58″E / 48.94139°N 36.88278°E
丹尼利夫卡（烏克蘭語：Данилівка）是位於烏克蘭東部的村莊，由哈爾科夫州伊久姆區的巴爾溫科韋市鎮負責管轄。該村始建於1812年，面積0.14平方公里，海拔高度105米，2001年人口18，人口密度每平方公里133人。